# برایان ملکو
برایان مُلکو (به انگلیسی: Brian Molko) (زادهٔ ۱۰ دسامبر ۱۹۷۲) موسیقی‌دان بلژیکی–بریتانیایی است. او خوانندهٔ اصلی و از بنیانگذاران گروه موسیقی پلاسیبو است.

## زندگی شخصی
ملکو در اکتبر ۲۰۰۵ از رابطه‌اش با عکاسی به نام هلنا برگ صاحب فرزند پسری شد. او در مصاحبه‌ای در سال ۲۰۰۹ اعلام کرد که یک «پدر مجرد» است. ملکو دوجنس‌گرا است.